# Crista uretral
A crista uretral é uma característica anatômica presente no sistema urinário de homens e mulheres.
Nos homens, a crista uretral é conhecida como a crista uretral masculina, ou crista fálica, e é uma prega longitudinal na parede posterior da uretra que se estende desde a úvula da bexiga através da uretra prostática. De 15 a 17 mm de comprimento e cerca de 3 mm em altura, e contém tecido muscular e erétil. Quando distendido, pode servir para impedir a passagem do sêmen para trás na bexiga.
Nas mulheres, é conhecida como a crista uretral feminina, e é uma prega longitudinal da mucosa na parede posterior da uretra.

## Imagens adicionais

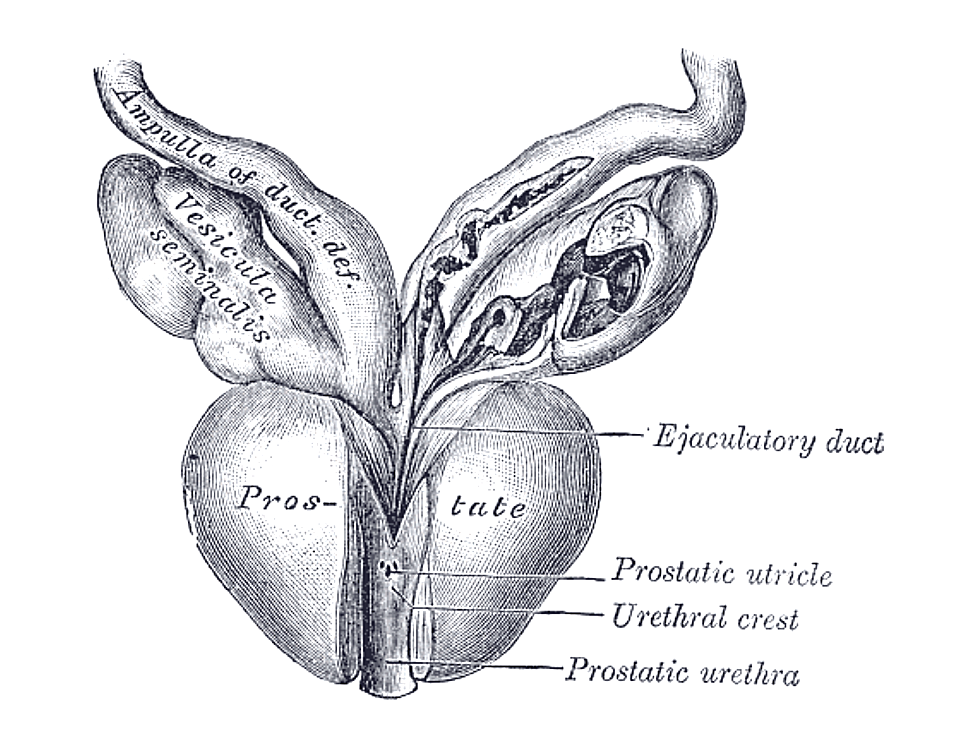
Vesiculæ seminales e ampullæ de ductus deferentes, vistos de frente.